# Berner Altstadt

Altstadt von Bern

Die Berner Altstadt ist der historische Stadtkern der Schweizer Bundesstadt Bern und gehört zum Weltkulturerbe der UNESCO.
Der Altstadtcharakter ist im Bereich unterhalb der Zytglogge (Zeitglockenturm) am besten erhalten. Die Altstadt ist geprägt durch ihre Sandsteingebäude mit ihren Lauben, welche sich über eine Länge von gut sechs Kilometern erstrecken und die längste gedeckte Einkaufspromenade Europas bilden.

## Geografische Abgrenzung

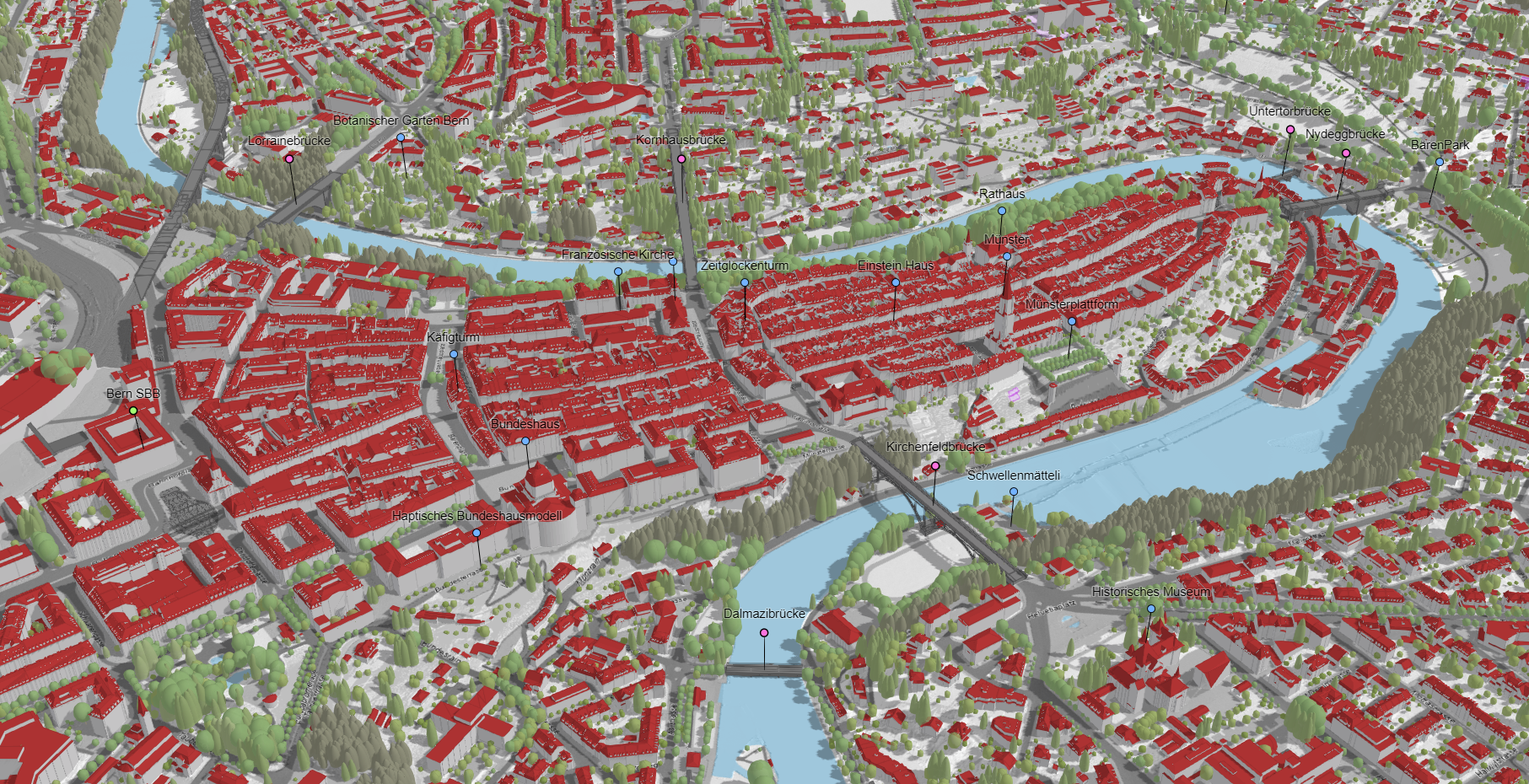
Die Berner Altstadt und die Aareschlaufe (3D-Modell, 2021)

Die Altstadt stimmt mit dem 0,85 Quadratkilometer grossen Stadtteil I, der Inneren Stadt, überein. Dazu zählen die statistischen Bezirke (auch Quartiere) Gelbes Quartier, Grünes Quartier, Rotes Quartier, Schwarzes Quartier (Matte) und Weisses Quartier. Die Altstadt erstreckt sich vom Scheitel der Aareschlaufe über den Moränenhügel westwärts bis in den Bereich der einstigen Schanzen und Gräben.
Im Norden, Osten und teilweise im Süden wird die Altstadt durch die Schleife der Aare abgegrenzt. Im Norden befindet sich der Stadtteil V, Breitenrain-Lorraine, im Osten der Stadtteil IV, Kirchenfeld-Schosshalde. Kurz nach der Kirchenfeldbrücke, bei der Aarestrasse 76, verläuft die Grenze Richtung Nordwesten zur Münzterrasse. Danach verläuft die Grenze dem Münzrain entlang bis zum Bundeshaus Ost. Von dort aus verläuft sie weiter der Bundeshausterrasse entlang bis zur Vannazhalde. Danach verläuft sie zwischen der Europapromenade und der Taubenstrasse bis zum unteren Ende der Kleinen Schanze, weiter der Taubenstrasse entlang, bis zur Einmündung in die Bundesgasse. Sie folgt dem Hirschengraben bis zur Einmündung in die Schanzenstrasse, welcher sie weiter folgt, umgeht die Schanzenpost und folgt dann der Parkterrasse bis zur Einsteinterrasse. Nach einem kurzen Stück verläuft die Grenze auf dem Bollwerk bis zur Lorrainebrücke. Dort mündet sie in die Aare.
Der modulare Raster dieser Flussbogenstadt schmiegt sich dem Gelände an und erweitert sich dementsprechend fächerförmig gegen Westen. Räumlich blieb die eigentliche Gründungsstadt mit ihren Erweiterungsstufen gegen Osten abgeschlossen. Tief unterhalb der Stelle, wo die Längsgassen zusammentreffen, wurde um 1255 mit der Untertorbrücke der erste feste Übergang geschlagen. Erst die 1844 vollendete Nydeggbrücke brach mit ihrer klassizistischen Grosszügigkeit das Rückgrat der harmonisch am alten Aareübergang endenden Unterstadt.
Heute wird die Altstadt durch die Nydeggbrücke, die Untertorbrücke, die Kirchenfeldbrücke, die Kornhausbrücke, den Altenbergsteg und die Lorrainebrücke mit den umliegenden Quartieren verbunden.

## Geschichte

### Mittelalter und Stadtgründung

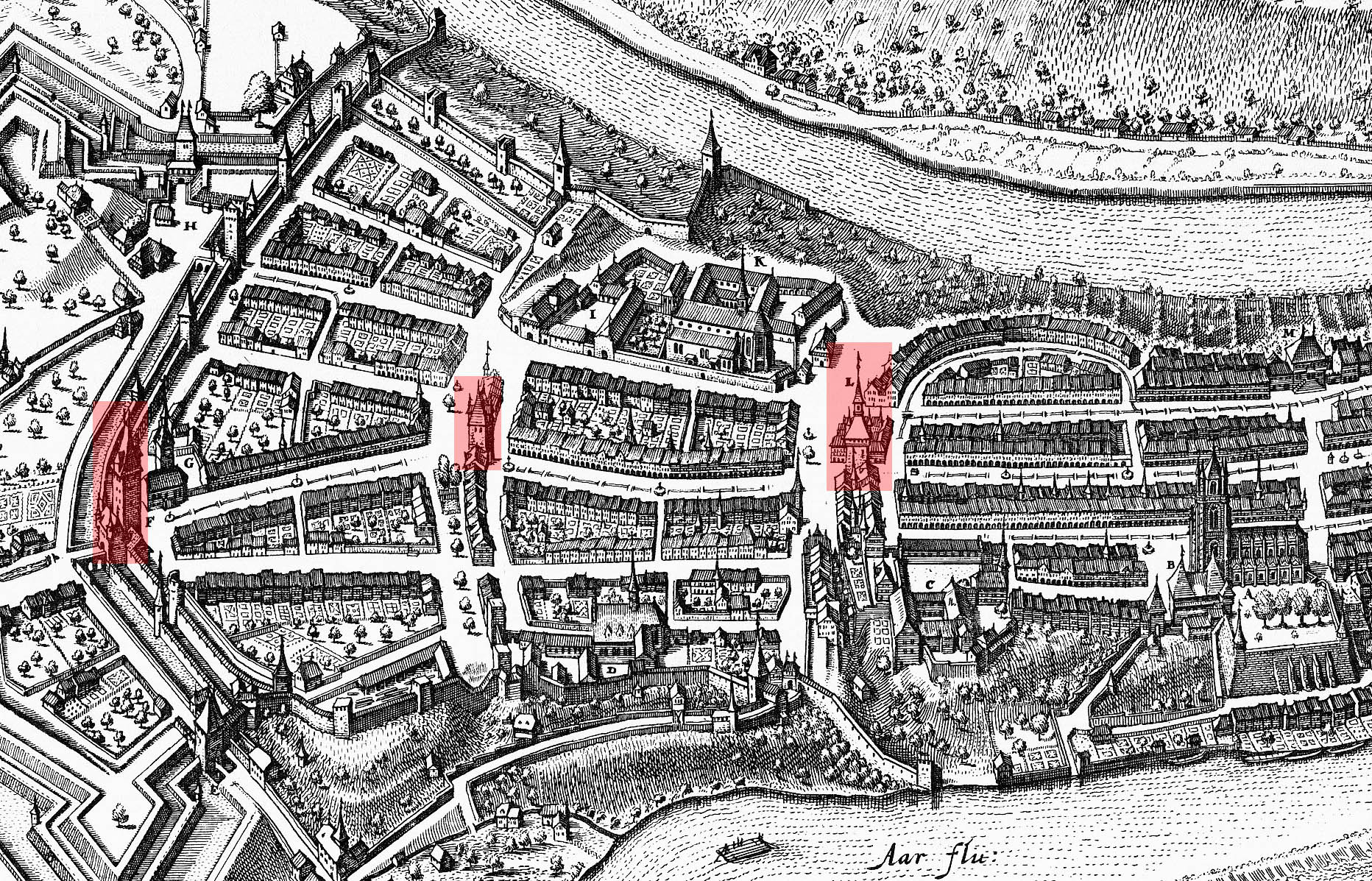
Bern im Jahr 1638, nach Merian: Christoffelturm (zerstört), Käfigturm und Zytglogge

Eindeutige Hinweise auf eine Besiedlung des Gebietes der heutigen Altstadt fehlen für das frühe Mittelalter. Ende des 12. Jahrhunderts erfolgte die Gründung der heutigen Stadt Bern im Knie der Aarehalbinsel durch Herzog Berchthold V. von Zähringen, nachdem sein Vorgänger Berchthold IV. an der Spitze der Halbinsel bereits die Burg Nydegg zum Schutz des dortigen Aareübergangs errichtet hatte. Die Cronica de Berno gibt als Gründungsjahr 1191 an.
Im Jahr 1218 starb das Geschlecht der Zähringer aus und Bern wurde königliches Allod, später Reichsstadt. In der Folge immer mächtiger werdend, entwickelte sich Bern zum grössten Stadtstaat nördlich der Alpen. Daher wurde zwischen 1218 und 1220 eine erste künstliche Befestigungsanlage mit Graben, Ringmauer und Ausfalltor errichtet. Das Stadttor war die erste Form des Zytgloggeturmes.
In einer Chronik von Conrad Justinger heisst es: «Im Verlaufe der ersten Jahrzehnte sind ‹gar vil lüten› in die Stadt gezogen». Deshalb erfolgte unter dem Schutz der Savoyer von 1255 bis 1260 eine Erweiterung des Stadtgebiets bis zum heutigen Käfigturm. Der Vorgängerbau des heutigen Käfigturmes wurde 1256 im Zuge der zweiten Stadtbefestigung auf Befehl von Peter II. als westlicher Wehrturm errichtet. Entlang des Bundes-, Bären- und Waisenhausplatzes entstand eine neue Stadtmauer, ein Wehrturm (heutige Form Zytglogge), sowie vorgelagert ein Stadtgraben. Die Stadt konnte sich so nur in einer Richtung ausdehnen, so verzichteten die Bürger auf grosszügige Plätze und legten breite Marktstrassen an, welche als charakteristische Merkmale für alle Zähringerstädte gelten.
Anlässlich der Verfassungsreform im Jahr 1294 wurde die Altstadt in vier Quartiere eingeteilt. Diese vier Viertel wurden nach den vier Venner-Gesellschaften (Zünften) benannt, welche für ihr Quartier zuständig waren: Pfistern-Viertel, Schmieden-Viertel, Metzgern-Viertel und Gerwern-Viertel. Es gab zwei Zugehörigkeitsänderungen. Einmal zwischen dem dritten und vierten Viertel. Das Gebiet zwischen Nydeggstalden und der heutigen Nydeggbrücke gehörte bis Ende des 15. Jahrhunderts zum vierten Viertel, ab dem 16. Jahrhundert zum dritten Viertel. In der Mitte des 16. Jahrhunderts wurde das Ungleichgewicht der einzelnen Viertel behoben. Dieses war durch das fast ausschliesslich westwärts gerichtete Stadtwachstum erzeugt worden. Deshalb wurde die Grenze zwischen den Quartieren von der Kreuzgasse auf die Achse Schaal- und Münstergasse verlegt.
Die letzte mittelalterliche Stadtvergrösserung erfolgte von 1344 bis 1346. Das Stadtgebiet reichte 1350 nicht mehr aus und es wurde in Richtung Westen erweitert. Die äussere Neuenstadt wuchs zwischen dem Käfigturm und dem Christoffelturm, welcher 1865 abgerissen wurde und dessen Fundamente heute noch in der Bahnhofunterführung beim Aufgang zur Spitalgasse zu sehen sind. Von 1395 an wurden die Strassen der Stadt Bern gepflästert.

### Stadtbrand von 1405

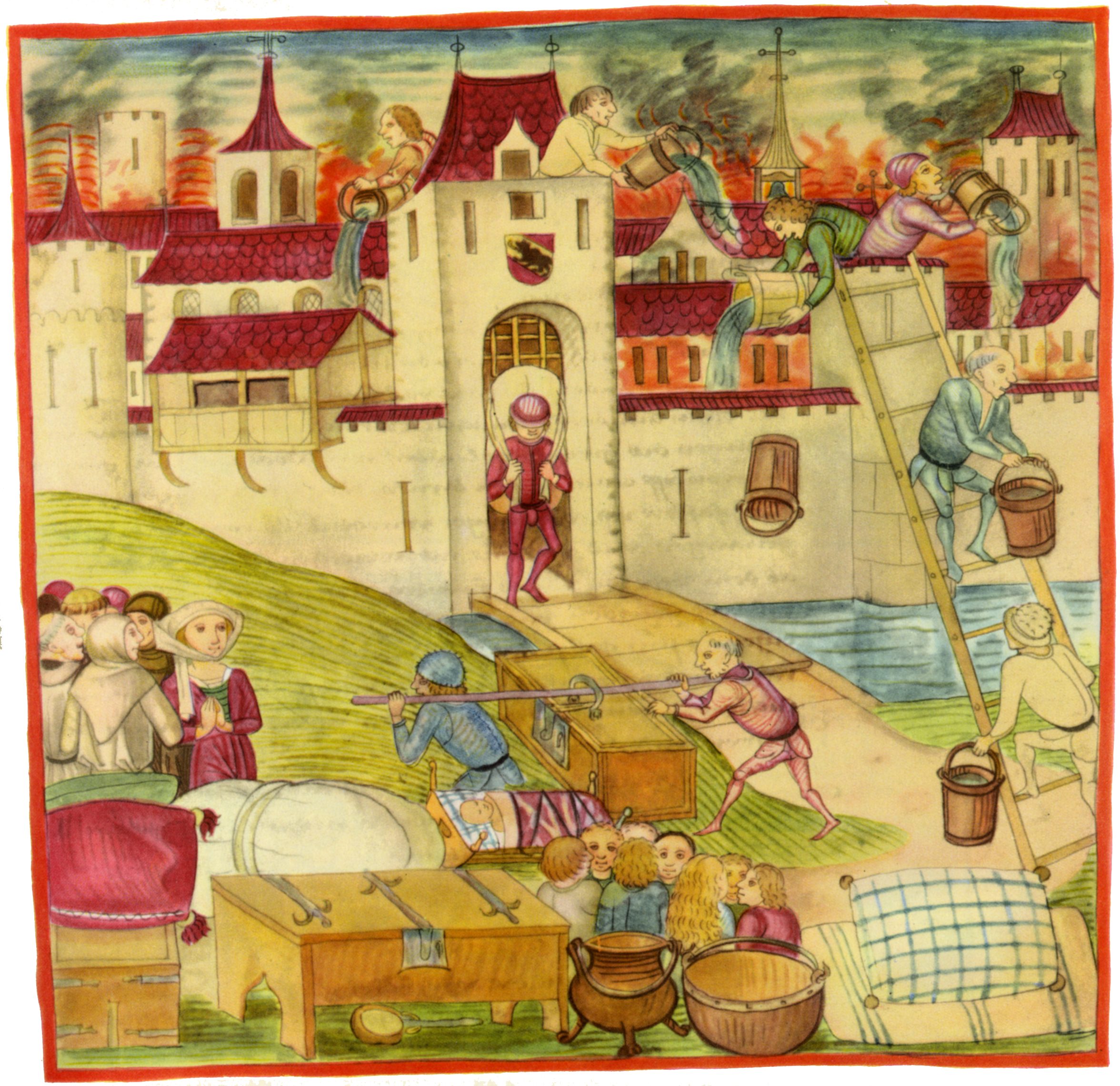
Der Brand von Bern 1405 in der Amtlichen Berner Chronik 1478

Als am 28. April des Jahres 1405 ein Brand 52 Häuser an der Junkerngasse zerstört hatte, sagte ein «bös wip» (Neuhochdeutsch: Böse Frau) vom Belpberg der Stadt weiteres grosses Leiden voraus. Dies berichtet der damalige Stadtschreiber und Chronist Konrad Justinger.
Am Nachmittag des 14. Mai 1405, gegen 16 Uhr war an der Südseite der Brunngasse ein Grossbrand ausgebrochen. Innert einer Viertelstunde stand die ganze westliche Zähringerstadt in Flammen. Es heisst, es sei ein windiger Tag gewesen, eine starke Bise wehte aus Nordosten. Dann griff das Feuer über den alten Stadtgraben hinaus und breitete sich trotz Löschversuchen im Laufe des Abends und der Nacht bis an den Käfigturm aus. Vom brennenden Inselkloster aus sprangen die Flammen den Hang hinunter und legten die Gewerbesiedlung Marzili in Schutt und Asche. Erst die Aare vermochte den Brand zu stoppen. Der Brand zerstörte über 600 Häuser und forderte mehr als hundert Menschenleben. Die Ursache ist nie bekannt geworden.

„…Also verbrann die alt kebie, do die zitglogge inne hanget, darinne verbrunnen siben pfaffendirnen. …Also verbrunnen bi sechshundert hüsern, gros und klein, und gros guot darinne und me denne hundert mönschen.“

„…Also verbrannte der alte Gefängnisturm, wo die Zytglogge hing, mit ihm darin sieben Pfaffendirnen. …Und es verbrannten auch um die 600 Häuser, gross und klein, und darin viele Güter und mit diesen mehr als hundert Menschen.“

Die Stadtoberen verordneten den Wiederaufbau aus Stein, seitdem prägt der Berner Sandstein das Stadtbild. Beim Wiederaufbau nach dem Stadtbrand wurde 1406 mit dem Bau des Rathauses und 1421 mit dem Bau des Berner Münsters begonnen. Es wurden Vorteile von Laubengängen entdeckt und somit wurden die Wohn- und Geschäftshäuser vergrössert und die Gassen verschmälert. Im Jahr 1479 erwähnte der Chronist Albrecht von Bonstetten: «Gassen, die zu beiden Seiten Gewölbe haben, unter denen man trockenen Fusses gehen kann».

### Neuerrichtungen

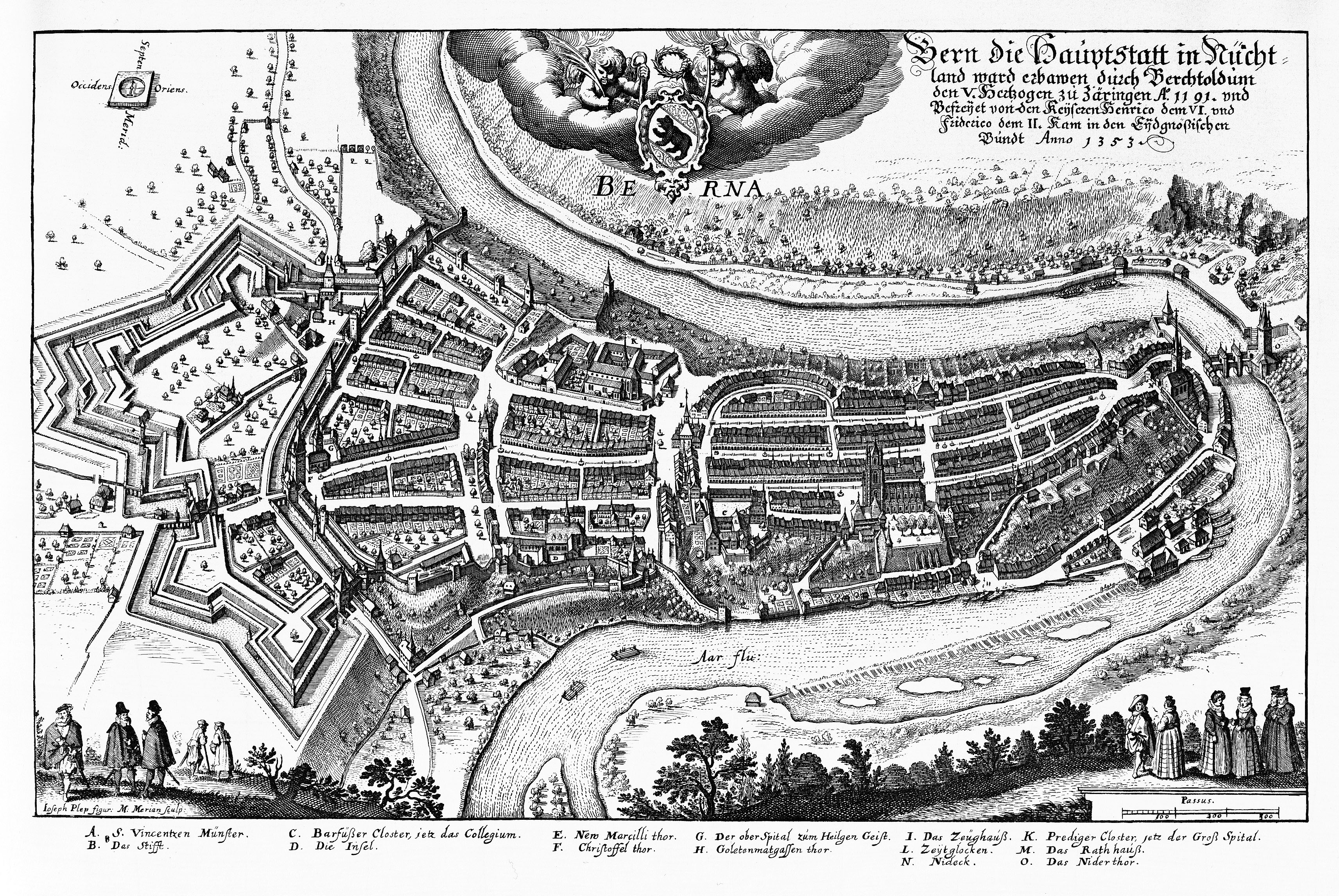
Die Stadt Bern auf einer Ansicht von 1638; Links oben die Grosse Schanze und das unterste Bastion ist die Kleine Schanze

Während des Dreissigjährigen Krieges wurden von 1622 bis 1634 westlich des Christoffelturmes die Kleine und die Grosse Schanze mit mehreren Bastionen als weitere Befestigungsanlagen errichtet. Der dadurch entstandene Raumgewinn wurde jedoch kaum genutzt, stattdessen verdichtete sich die Besiedelung des bestehenden Stadtgebiets weiter.
Im Jahr 1640 wurde das erste Tor des Käfigturms wegen Baufälligkeit abgerissen und von Januar 1641 bis Frühjahr 1644 durch einen Neubau nach Plänen von Joseph Plepp ersetzt. Der Rat, welcher sich bereits am 19. Mai 1638 für den Neubau des Stadttors aussprach, bestätigte am 29. Mai 1641 seine Entscheidung und hielt am alten Platz fest. Das neue Tor befindet sich lediglich 4 Meter weiter westlich als das ursprüngliche Tor.
Die Neu- und Umbauten des 17. und 18. Jahrhunderts zeugen vom Wohlstand des Staates und der Patrizierfamilien. Die Stadt sollte zum Monument und Abbild der Republik werden. Mit strengen Baubestimmungen wurde das einheitliche Erscheinungsbild der Stadt geschaffen, die Johann Wolfgang von Goethe 1779 folgendermassen beschrieb: «sie ist die schönste die wir gesehen haben in Bürgerlicher Gleichheit eins wie das andere gebaut, all aus einem graulichen weichen Sandstein, die egalitaet und Reinlichkeit drinne thut einem sehr wohl, besonders da man fühlt, dass nichts leere Decoration oder Durchschnitt des Despotismus ist, die Gebäude die der Stand Bern selbst aufführt sind gros und kostbar doch haben sie keinen Anschein von Pracht der eins vor dem andern in die Augen würfe […]»

### Quartiereinteilung
Die heute noch gültige kirchliche Einteilung geht auf das Jahr 1721 zurück, als das Kirchspiel Bern geteilt wurde. Bis zu diesem Zeitpunkt war das Berner Münster die einzige Pfarrkirche. Die Nydegg- und die Heiliggeistkirche wurden 1721 zu Pfarrkirchen erhoben. Die Kirchgemeinde Heiliggeist reicht vom Obertor bis zum Käfigturm, umfasst also die äussere Neustadt. Die Münstergemeinde umfasst das Gebiet vom Käfigturm bis zum Beginn der Gerechtigkeitsgasse. Die Kirchgemeinde Nydegg die restliche untere Gemeinde, Nydeggstalden mit Altenberg und Schosshalde, Matte und Mattenenge.
Im Jahr 1798 besetzten französische Truppen die Stadt. Die Einteilung der Altstadt in fünf Quartiere wurde 1798 im Auftrag der Franzosen anlässlich ihrer Einquartierung vorgenommen. Die Strassen wurden mit zweisprachigen, deutsch- und französischsprachigen Tafeln in der entsprechenden Farbe beschildert. Das rote Quartier reichte von Obertor bis zum Käfigturm, das gelbe Quartier vom Käfigturm bis zum Zytgloggeturm, das grüne Quartier vom Zytgloggeturm bis zur Kreuzgasse, das weisse Quartier von der Kreuzgasse bis zum Läuferplatz. Die Matte wurde zum schwarzen Quartier.

### Wachstum und Erschliessung der Altstadt

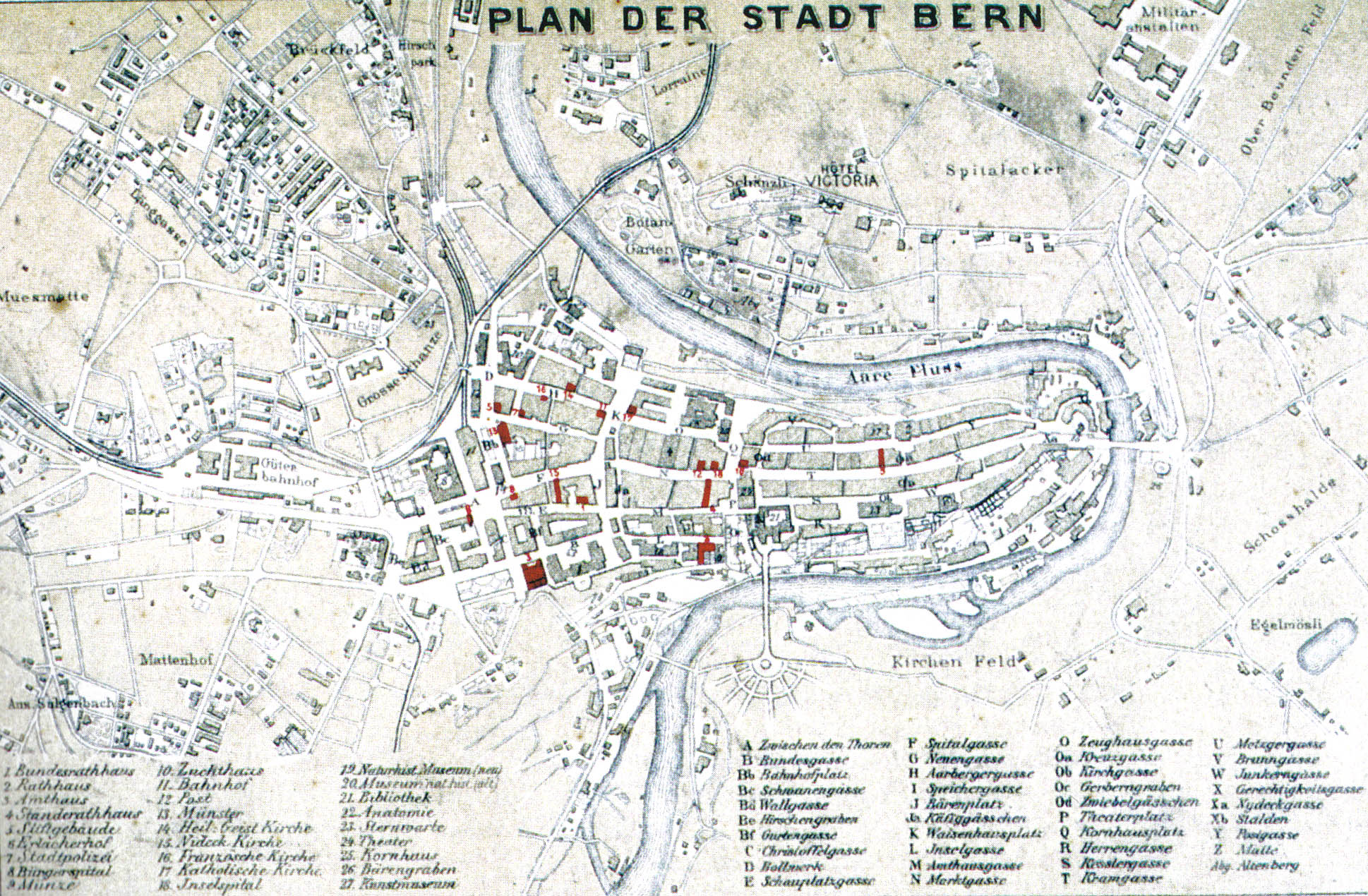
Plan der Stadt Bern (1882)

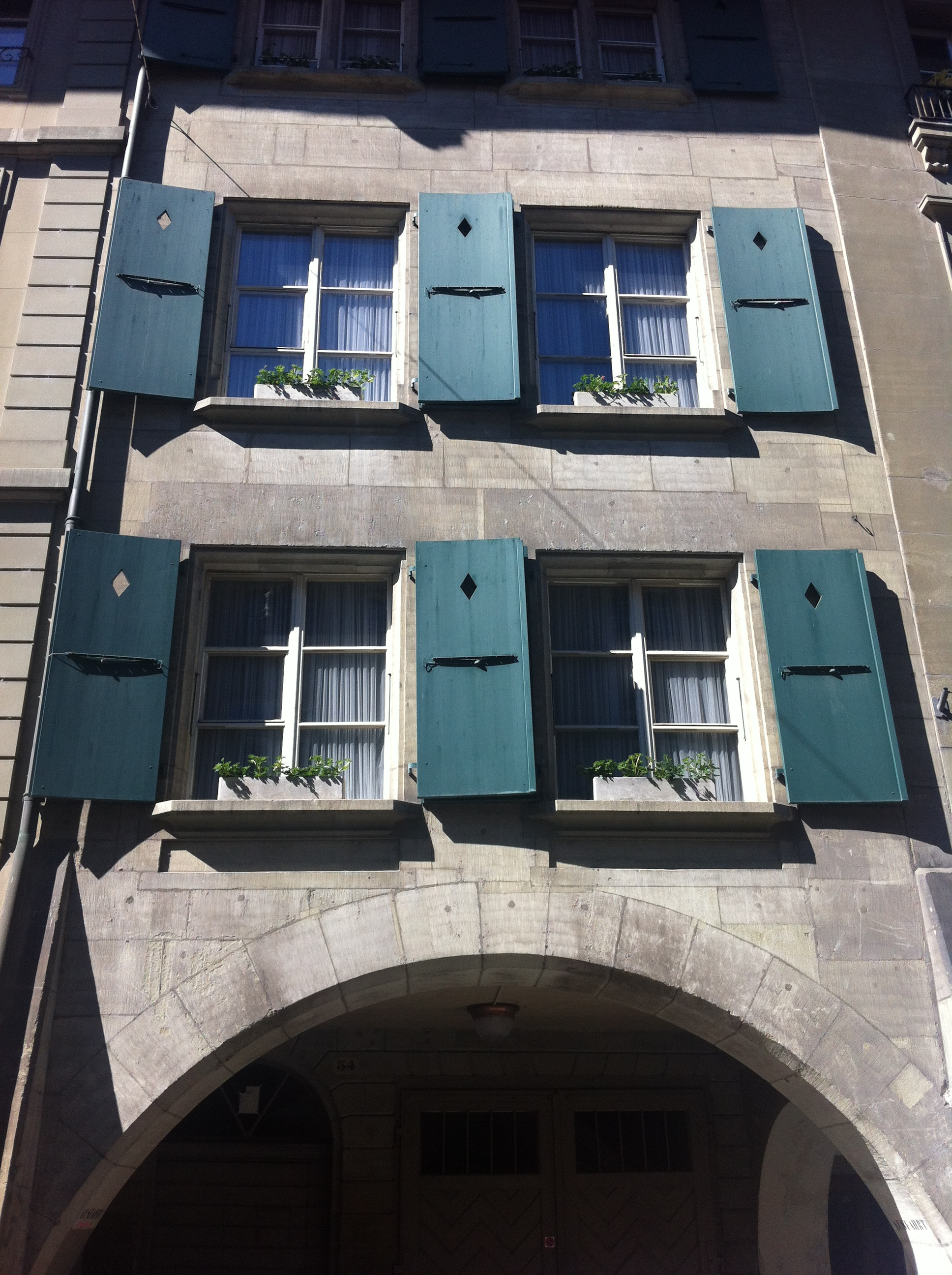
Sogenanntes Gespensterhaus an der Junkerngasse 54

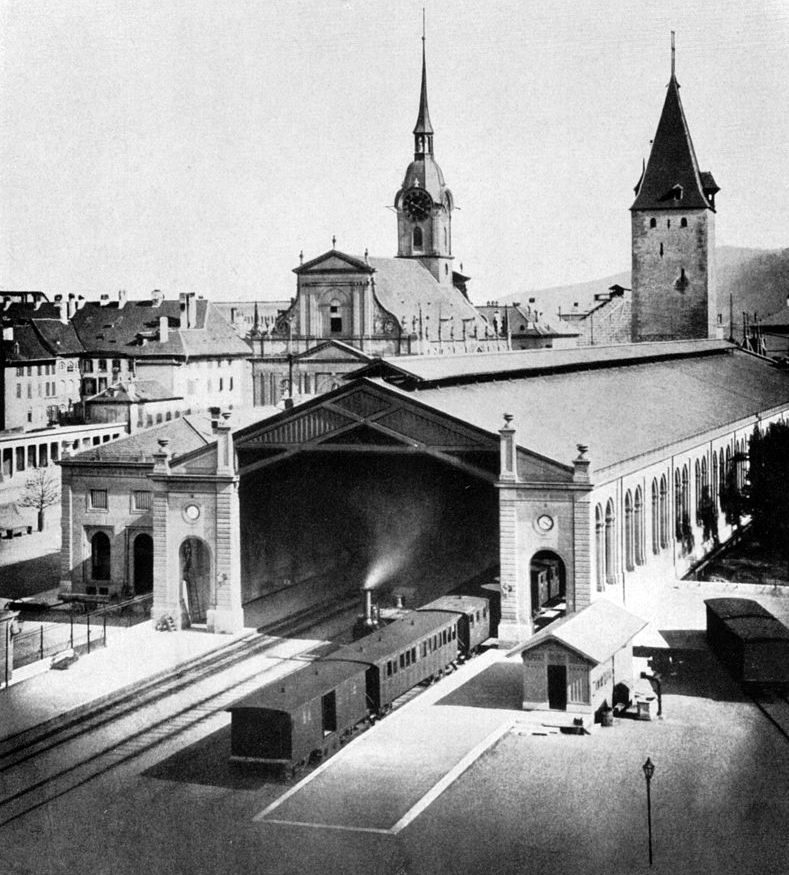
Der erste Bahnhof Berns

Während des 19. Jahrhunderts begann die Stadt über die Aarehalbinsel hinauszuwachsen, zuerst nur gegen Westen, besonders als in den 1830er Jahren die Stadtmauern und Schanzen fielen, und das Länggassquartier entstand. Hatte Bern bisher nur eine einzige Brücke, die Untertorbrücke, so wurde nun der Bau von Brücken notwendig. Die erste, die Nydeggbrücke, die die Hauptebene der Altstadt mit dem gegenüberliegenden Aareufer verbindet, wurde 1844 fertiggestellt. Sie diente hauptsächlich dem Verkehr und löste noch keine grössere Bautätigkeit aus.
Mitte des 19. Jahrhunderts kam neues Leben in die Stadt, indem der Zugang in die Stadt erleichtert wurde. Neben die Untertorbrücke aus dem 15. Jahrhundert wurde auf der Ostseite zwischen 1840 und 1844 die Nydeggbrücke gesetzt. Die streng Ost-West-verlaufende Stadtachse wurde nun von einer Nord-Süd-Verbindung geschnitten. Für das neue Verkehrsmittel Eisenbahn besassen die Berner durch das Schleifen der Schanze günstiges Gelände, und 1858 konnte der erste Bahnhof eingeweiht werden.
Als mit dem Bau der Roten Brücke, welche 1858 fertiggestellt wurde, die Eisenbahn bis zum heutigen Hauptbahnhof geführt wurde, entstand das Lorrainequartier, wo hauptsächlich Arbeiterwohnungen gebaut wurden. Ende des 19. Jahrhunderts begann eine Phase der Stadtvergrösserung, die bis heute anhält. Bedingung dafür war die Erstellung von Brücken, die Kirchenfeldbrücke im Osten wurde 1881 bis 1883, die Kornhausbrücke 1895 bis 1898 erstellt. Die wohlhabenden Bewohner verliessen die Altstadt, in der neue Arbeiterviertel entstanden. Nach der Fertigstellung der Kirchenfeldbrücke wurde das Kirchenfeld zum bevorzugten Quartier der Vermögenden, und die ausländischen Vertretungen liessen sich dort nieder.

### 1950 bis heute

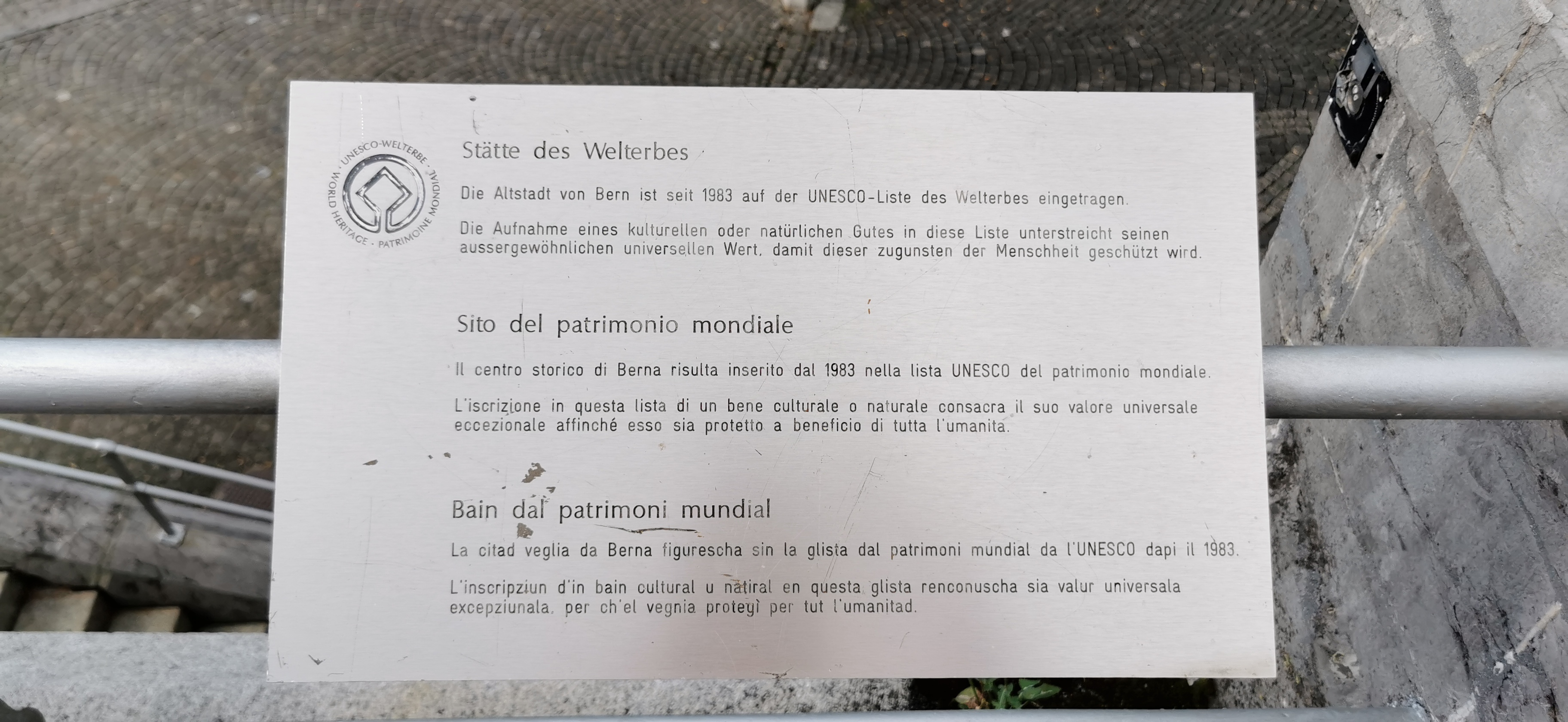
Plakette UNESCO-Weltkulturerbe (2022)

Mit dem Beschluss des Gemeinderates vom 8. August 1967 wichen auf den 1. November 1967 die drei Namen Kirchgasse, Münsterplatz und Kesslergasse dem neuen Einheitsnamen Münstergasse. Damit nahm er den erst seit der zweiten Hälfte des 19. Jahrhunderts üblichen Namen des Münsters auf.
Die UNESCO führt gemäss einer internationalen Konvention von 1972 eine Liste der Kultur- und Natur-Objekte, denen im Weltmassstab eine herausragende Bedeutung (valeur exceptionnelle universelle) zukommt. Die Altstadt von Bern wurde anlässlich der Sitzung des Welterbekomitees vom 5. bis 9. Dezember 1983 in Florenz in die UNESCO-Weltkulturerbe aufgenommen. Die UNESCO hat die Aufnahme Berns in die Liste des Welterbes damit begründet, dass Bern ungeachtet der Änderungen, die die Stadt seit ihrer Gründung im 12. Jahrhundert erfahren hat, «ein positives Beispiel dafür darstelle, wie eine Stadt ihre mittelalterliche Struktur beibehalten und den zunehmend komplexeren Funktionen, die sie zu erfüllen hat, insbesondere den Aufgaben einer Hauptstadt eines modernen Staates, anpassen kann». Als letzte Hauptgasse in der unteren Altstadt soll bis Ende Juni 2020 die Rathausgasse vom Schwarzbelag befreit und wieder mit Pflaster ausgestattet werden. Per 20. Juli 2021 trat im Bereich des UNESCO-Perimeters inklusive der angrenzenden Brücken ein ganzjähriges Feuerwerkverbot in Kraft. Das Aufsteigenlassen von Himmelslaternen und ähnlichen fliegenden Brennkörpern wurde auf dem ganzen Stadtgebiet verboten.

## Viertel und Quartiere

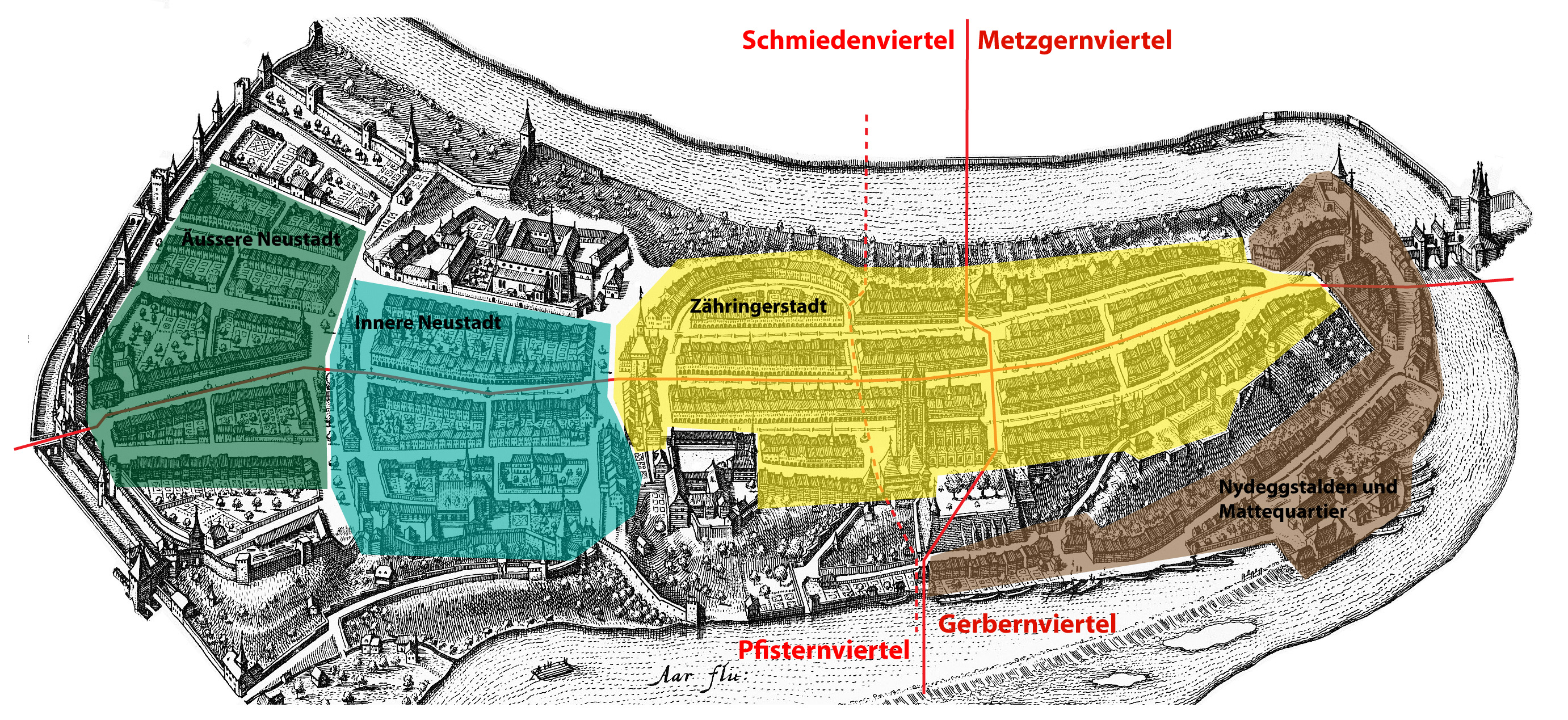
Die Viertel und Quartiere der Altstadt

Historisch ist die Altstadt in vier Viertel und vier Quartiere aufgeteilt. Während die Viertel für Steuer- und Verteidigungszwecke benutzt wurden, sind die Quartiere die historischen Stadtteile, in denen Bürger mit gleichem sozialem Status zusammenlebten.
Das älteste Quartier ist die Zähringerstadt, welche die wichtigsten mittelalterlichen politischen, ökonomischen und religiösen Gebäude enthält. Sie besteht seit der Stadtgründung im Jahre 1191.
Das zweitälteste Quartier, die Innere Neustadt, wurde während der ersten West-Expansion im Jahre 1255 gebaut. Die Marktgasse verläuft durch sie.
Im Osten liegend, wurden der Nydeggstalden und das Mattequartier zusammen als kleinstes Quartier im Jahre 1360 gebaut.
Das jüngste Quartier, die Äussere Neustadt, wurde im Jahre 1343 erbaut und wurde vor allem für die Landwirtschaft und Tierhaltung benutzt.

## Sonstiges
Es gibt eine 20 Franken Schweizer Gedenkmünze «Berner Altstadt». Die Münze ist eine Denkmalserie und das Ausgabedatum war der 5. Juni 2003.

„Die Bildseite zeigt eine auf die wichtigsten Konturen reduzierte Darstellung der Berner Altstadt. Besonders markant erscheinen dabei die Brücken und das Münster. Oben ist in einer Linie der Schriftzug «BERNER ALTSTADT» angebracht. Das Zentrum der Wertseite wird von einer Abbildung der oberen Altstadt mit dem Zeitglockenturm dominiert. Gleich wie auf der Bildseite hat der Künstler das Bild auf die wichtigsten Linien reduziert. Oben ist parallel zum Rand der Schriftzug «2003 HELVETIA» erkennbar, wobei die Landesbezeichnung durch die Turmspitze unterbrochen wird. Unten steht der Nennwert «20 FR» und darunter das Münzzeichen «B».“

|           |           |      |                                                                             |                       |                    |  |
| Bildseite | Wertseite | Jahr | Physikalische Daten                                                         | geprägte Auflage      | Künstler           |  |
|           |           |      |                                                                             |                       |                    |  |
| Bildseite | Wertseite | 2003 | Legierung: Silber-Kupfer (Ag 83,5/Cu 16,5) Durchmesser: 33 mm Gewicht: 20 g | unz. 75'000 PP 10'000 | Franz Fedier, Bern |  |

## Galerie

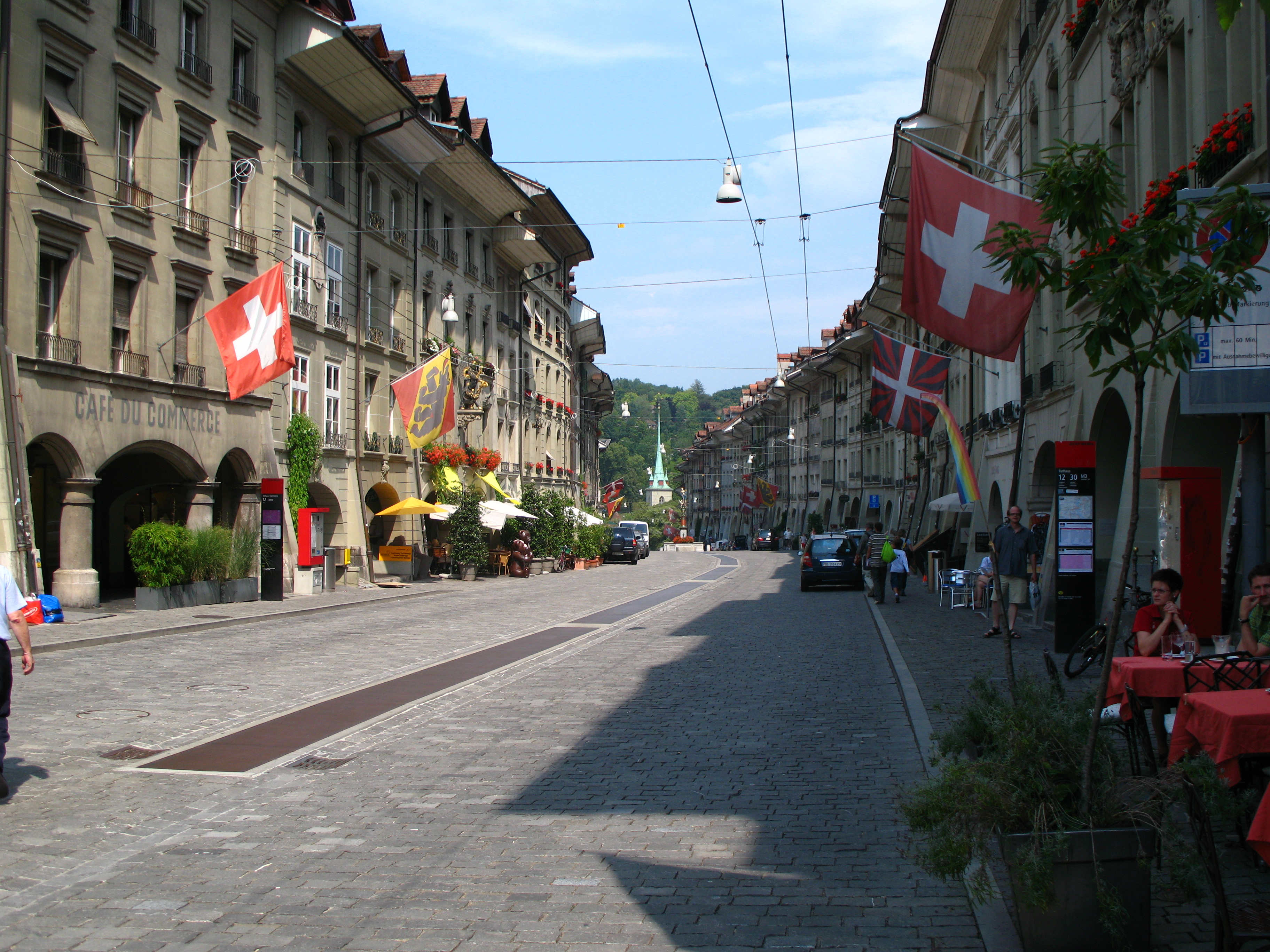
Blick in die Gerechtigkeitsgasse
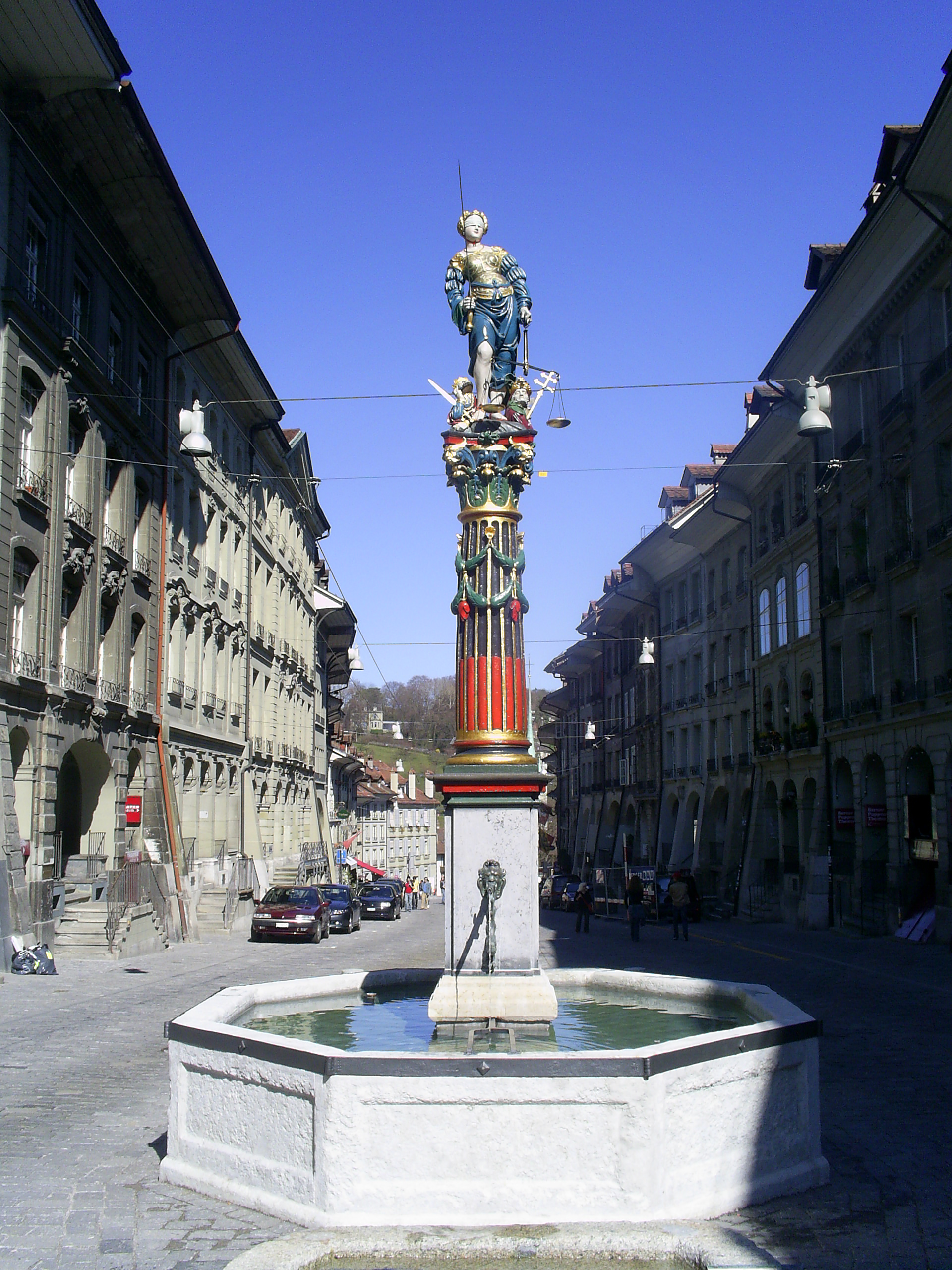
Gerechtigkeitsbrunnen
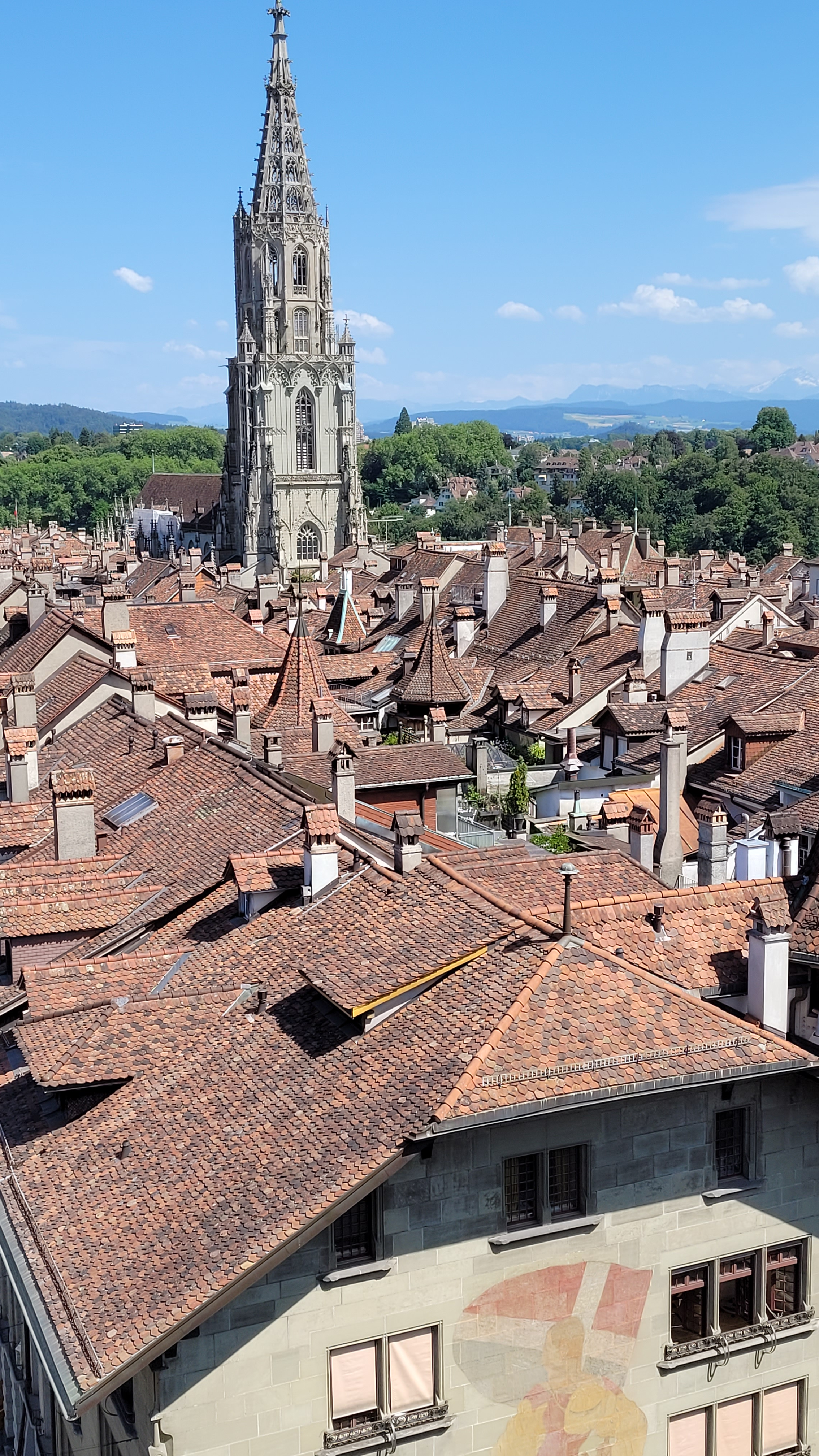
Berner Münster
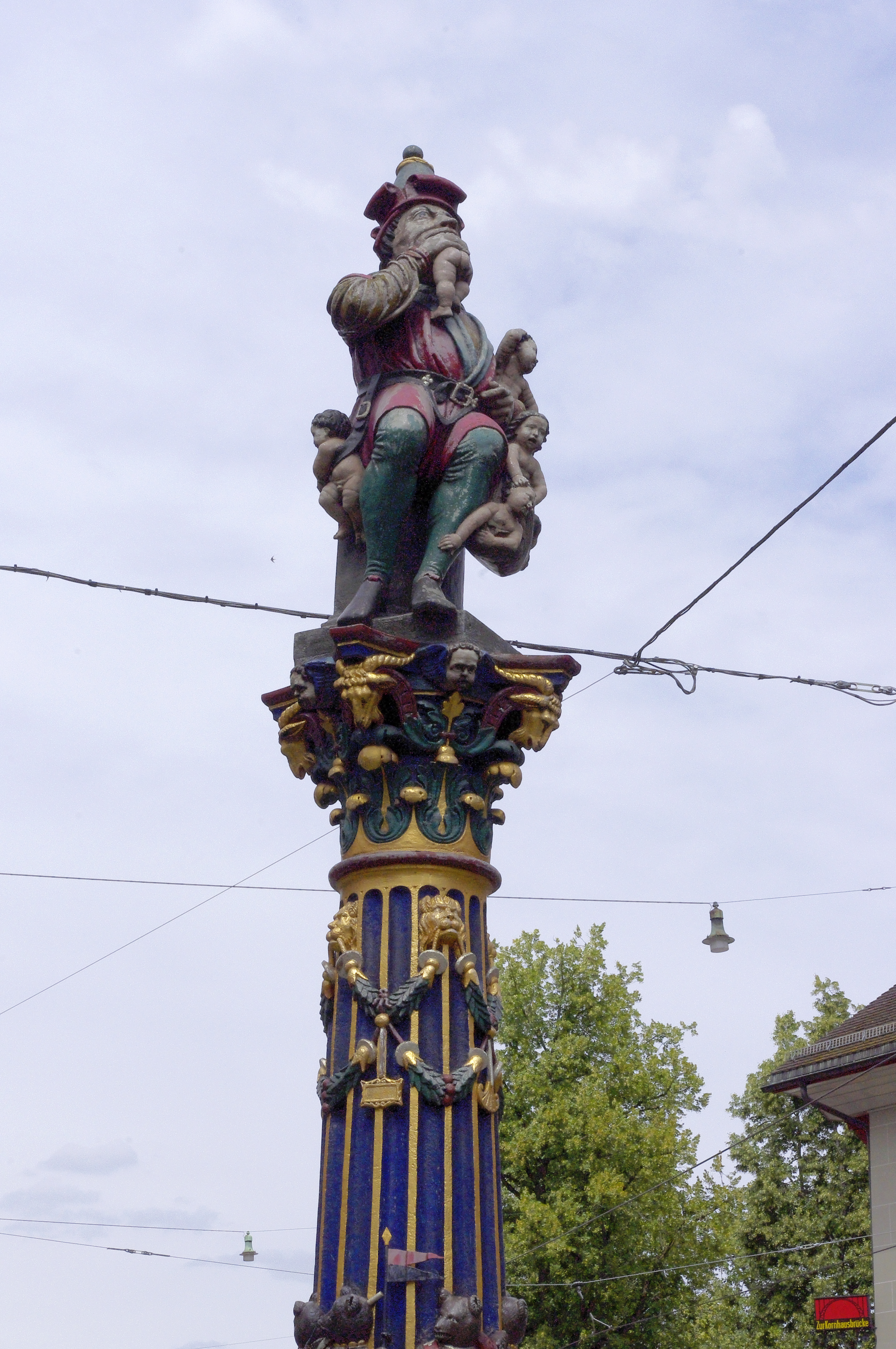
Kindlifresserbrunnen
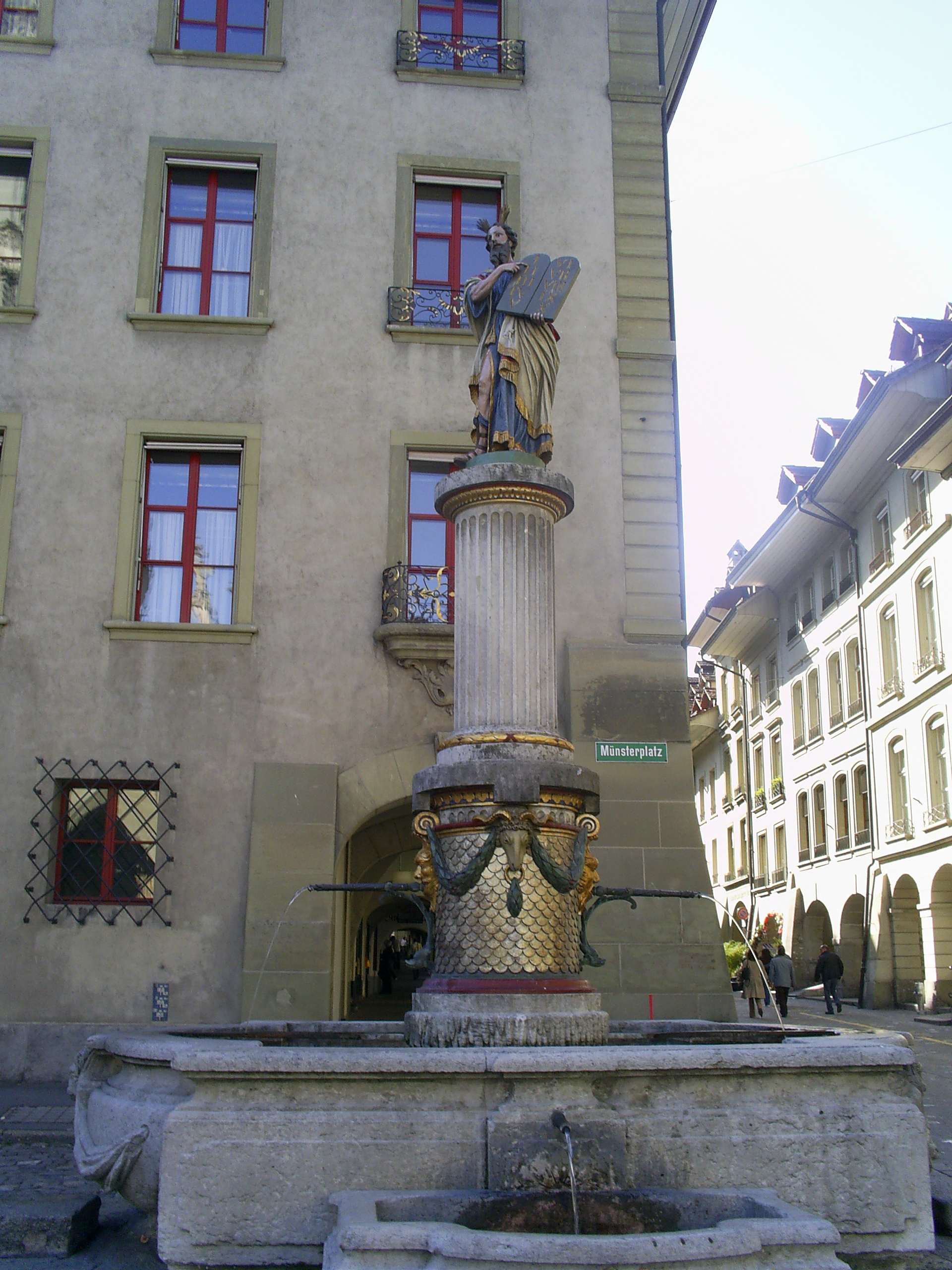
Mosesbrunnen
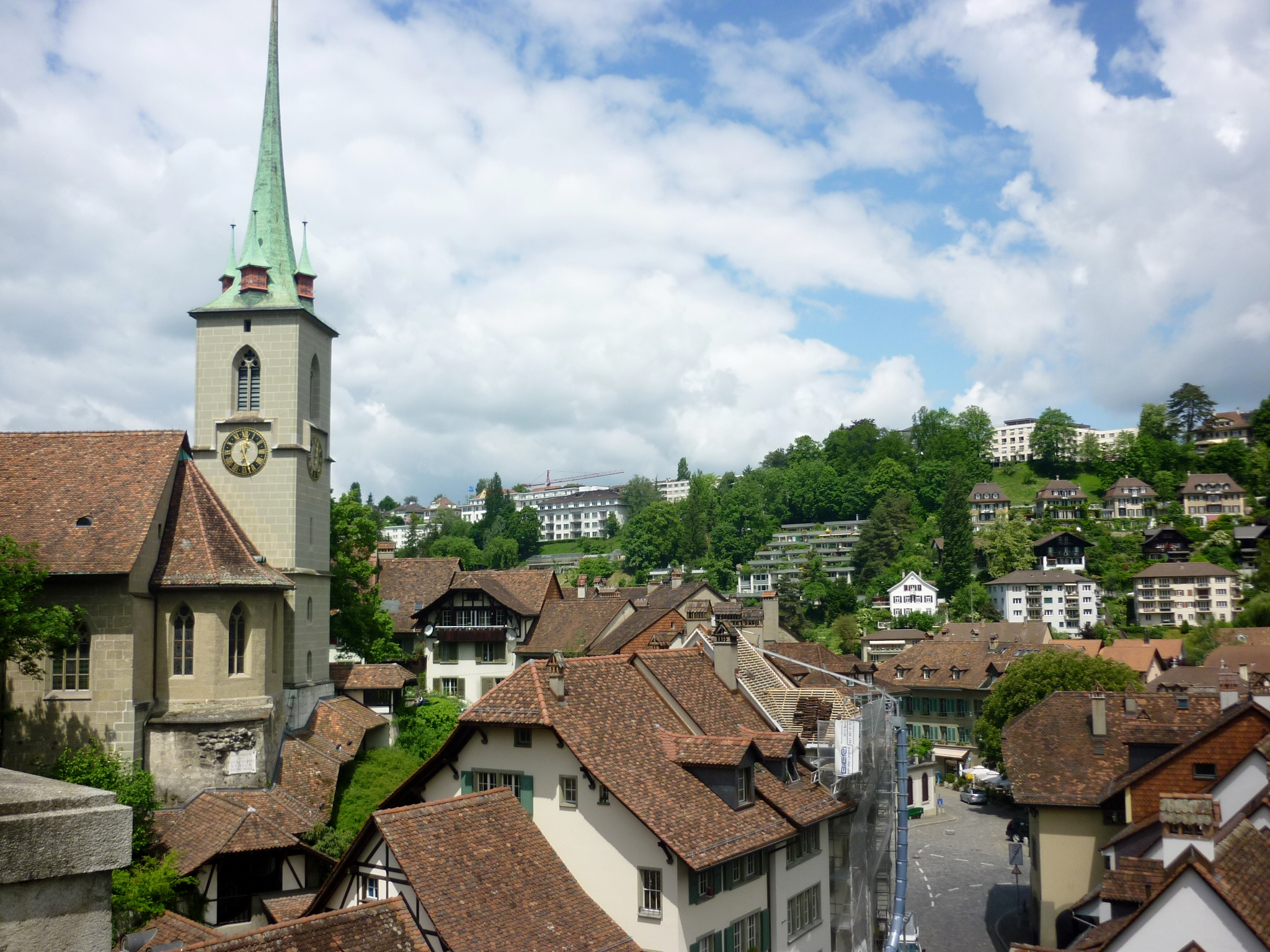
Nydeggkirche
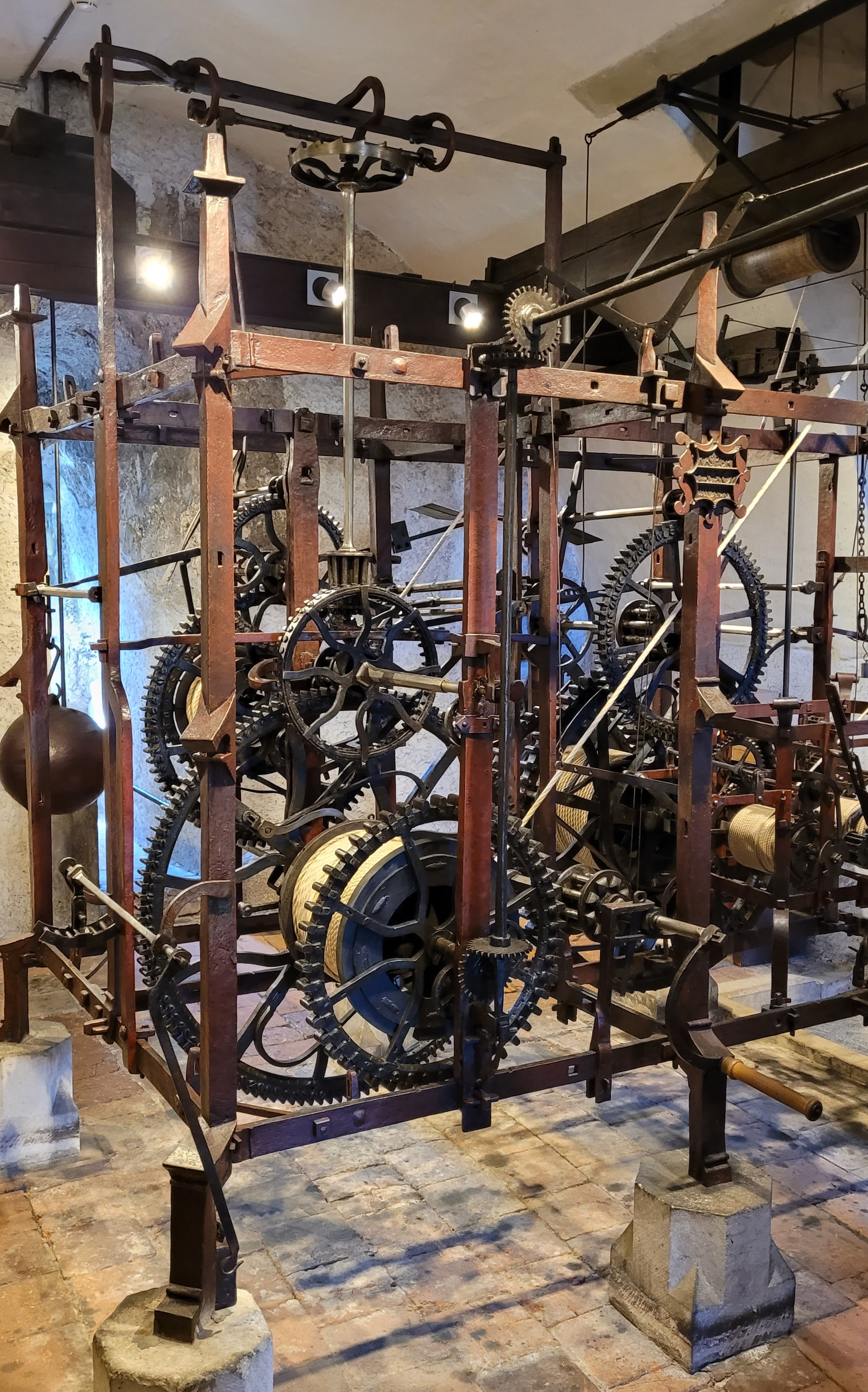
Uhrwerk im Zytglogge-Turm